# Ankai
Anhui Ankai Automobile Co., Ltd, nota semplicemente come Ankai, è una casa automobilistica cinese, parte del gruppo JAC Motors, attiva prevalentemente nella produzione di autobus e pullman.
È quotata presso la Borsa di Shenzhen dal 1997 nell'indice SZSE 1000.

## Storia
Nel 1966 lo Stato cinese ha fondato la Anhui Feihe Auto Repair Factory a Hefei, azienda che a partire dagli anni '70 inizia a sviluppare e produrre modelli di camion e veicoli commerciali seguiti dai primi telai per autobus. La produzione di autobus inizia a svilupparsi in particolare dal 1993, anno in cui l'azienda sigla un accordo di cooperazione con la tedesca Kässbohrer (produttrice di autobus con marchio Setra), mutando poi denominazione in Ankai (nome formato da Anhui e Kässbohrer) nel 1997.

## Modelli

### Bus
- A5
- A6
- A8
- A9
- Baositong K7
- K8
- F7
- G7
- G9
- N7

### Scuolabus
- S6
- S7
- S9

### Furgoni
- G6
- G7
- G9
- A6
- K7
- E6
- E9
- T3/ Kuaileyun (快乐运) [8]
- T5